# Louis Yinda
Louis Yinda, né vers 1940  à Ngompen (Région du Littoral, Cameroun) et mort le 6 juillet 2025, est un fonctionnaire et ex-directeur de société camerounais.

## Biographie

### Naissance et débuts
Louis Yinda est né vers 1940 à Ngompen dans la Sanaga-Maritime au Cameroun français.
Il fréquente l'école catholique de Pouma, puis à la seule école publique de la région, située à Kelle Ndongong et le Collège Libermann de Douala où il obtient le Baccalauréat. Après une formation en gestion à Aix-en-Provence en France, il fait des études en droit et sciences politiques à Paris. Il débutera sa carrière professionnelle en France en tant qu'archiviste.

### Carrière
En 1969, il retourne au Cameroun comme cadre qualifié. Il intègre la fonction publique l'année suivante par le biais du ministère du Développement industriel et commercial. En 1972, le groupe industriel Pechiney demande au gouvernement camerounais l'autorisation de le nommer secrétaire général de son groupe pour l'Afrique centrale. Il est nommé secrétaire général d'Electricité du Cameroun et participera à la fusion en Edc de Powercam et d'Enelcam pour créer la Société nationale d'électricité, Sonel.
En novembre 1975, il va intégrer la Sosucam au poste de cadre commercial à la suite d'une pénurie de sucre dans le pays. Il y est directeur général adjoint ensuite directeur général et enfin en 2000, Président directeur général.

#### Industriel et chef d'entreprise
Il est à la tête de la Sosucam en tant que Président Directeur Général jusqu'en 2018,,,,.
Il est promoteur de l'Institut Universitaire Louis Yinda (IULY) créé en 2014 par l'arrêté ministériel N°14/0035/MINESUP/SG/DDES du 11 mars 2014 .

#### Parcours politique
Il est membre du comité central du RDPC,.

## Distinctions
- Chevalier de la Légion d’Honneur (France)[3]
- Pro Ecclesia et Pontifice[11],[12]